# 奶爸安親班
《奶爸安親班》（英語：Daddy Day Care）是一部2003年上映的美国家庭喜劇電影，主演是艾迪·墨菲，并由傑夫·格爾林、史提夫·扎恩、蕾吉娜·金和安杰丽卡·休斯顿出演。该片由杰夫·罗德基编剧，史提夫·卡爾执导，这是墨菲和卡爾继2001年的《怪醫杜立德2》之后的第二次合作。剧情讲述了两位父亲在失去公司工作后，决定在家中开设托儿所的故事。
该片由哥倫比亞影業于2003年5月9日在美国上映。虽然影评人对影片的评价普遍负面，但它以6000万美元的预算在全球取得了1.644亿美元的票房收入。该电影系列后来推出了两部续集。

## 剧情
查理·希顿是本地一家食品公司的营销主管。他和妻子金刚把儿子本送到由傲慢的格温妮斯·哈瑞登管理的学术性极强的查普曼学院。然而，在本的第一天上学时，公司因蔬菜口味穀物片销量不佳而关闭相应部门，查理、好朋友菲尔·莱尔森以及另外300人因而被解雇。查理在晚餐时向金和本透露了这个消息，但保证自己会找到新工作。
在金重新担任律师来维持家庭生计的同时，查理在六周的求职无果后，决定把本从查普曼学院退学。由于在镇上找不到满意的替代学校，查理决定与菲尔合作，在家中开设托儿所，命名为“奶爸安親班”。虽然当地家长对男性从事托儿工作持怀疑态度，但还是一些人选择了他们的服务，因为价格更加实惠，且更以孩子为中心。
查理和菲尔一开始只招收了几个孩子，但却因为混乱和个人问题而举步维艰。由于失去了不少孩子，哈瑞登通知了儿童服务部门，想要让他们关门。查理和菲尔不得不按照儿童服务主任丹·库比茨的要求，纠正托儿所的问题，确保托儿所适合孩子们。他们还雇佣了以前的同事马文作为额外的看护人员。随着时间的推移，托儿所越来越受欢迎，查理也开心地看到本交到了朋友并且乐在其中。
当库比茨指出房子无法容纳现在的孩子数量时，他建议他们要么减少两个孩子，要么在镇上找一个永久場所。查理不愿意减少孩子数量，于是选择后者。马文告诉他们有一处合适的空置建筑，但他们买不起，所以决定举办募款活动来筹集资金。然而，哈瑞登得知了这个活动，在其助理詹妮弗的帮助下进行了破坏，导致募款活动未能筹集到足够的钱。
最终，食品公司决定重新雇用查理和菲尔，以双倍工资邀请他们回去工作，原因是公司采纳了查理之前的一项建议。哈瑞登也提出，如果“奶爸安親班”关门，她可以以更实惠的价格接纳他们的孩子。查理和菲尔勉强接受了这项提议，让马文心碎，拒绝加入他们。本得知后也很失望，查理告诉他他必须回到查普曼学院。然而，第二天，查理意识到“奶爸安親班”对本和其他孩子的影响，开始质疑自己的决定。他决定辞职，告诉菲尔重新开办“奶爸安親班”。他们告诉马文他们的计划，随后在学生介绍会上，查理面对哈瑞登，向在场的家长揭示她对孩子们的漠不关心。查理提到“奶爸安親班”是如何改变并帮助孩子们的，宣布重新开办，成功说服家长们把孩子送回托儿所。
六个月后，“奶爸安親班”成功购买了所需的建筑并蓬勃发展，查理和菲尔都取得了成功，詹妮弗也成为托儿所的员工，马文则与一位家长发展了恋情。查普曼学院倒闭，哈瑞登被迫当起了交通协管员。她以前的学生克里斯平递给她一朵花，吸引了一群蜜蜂，她挥舞着停车牌赶走蜜蜂，意外引发了交通堵塞。

## 演员
- 艾迪·墨菲 饰 查理·希顿，前营销主管，“奶爸安親班”的创始人
- 傑夫·格爾林 饰 菲尔·莱尔森，查理的好朋友，“奶爸安親班”的联合创始人
- 史提夫·扎恩 饰 马文，查理和菲尔以前的同事
- 蕾吉娜·金 饰 金·希顿，查理的妻子，本的母亲
- 安杰丽卡·休斯顿 饰 格温妮斯·哈瑞登，傲慢的查普曼学院校长
- 卡马尼·格里芬（Khamani Griffin） 饰 本·希顿，查理的儿子，“奶爸安親班”的学生之一
- 凱文·尼龍 饰 布鲁斯，克里斯平的父亲，查理和菲尔以前的同事
- 乔纳森·卡茨（Jonathan Katz） 饰 丹·库比茨，儿童服务主任，负责让“奶爸安親班”达到规范要求
- 萊西·察伯特 饰 詹妮弗，哈瑞登的助理
- 马克斯·伯克霍尔德（Max Burkholder） 饰 马克斯·莱尔森，菲尔的儿子，“奶爸安親班”的学生之一
- 吉米·贝内特（Jimmy Bennett） 饰 托尼/閃電俠，“奶爸安親班”的学生之一
- 莱拉·阿尔西里（Leila Arcieri） 饰 凯莉，迪伦的单亲妈妈，后来成为马文的恋人
- 尚恩·鲍梅尔（Shane Baumel） 饰 克里斯平，“奶爸安親班”的学生之一
- 艾丽·范宁 饰 杰米，“奶爸安親班”的学生之一
- 菲利克斯·阿基尔（Felix Achille） 饰 迪伦，“奶爸安親班”的学生之一
- 海莉·诺尔·约翰逊（Hailey Noelle Johnson） 饰 贝卡，“奶爸安親班”的学生之一
- 希沃恩·法隆·霍根（Siobhan Fallon Hogan） 饰 佩吉
- 亚瑟·杨（Arthur Young） 饰 尼基，“奶爸安親班”的学生之一
- 华莱士·朗厄姆（Wallace Langham） 饰 吉姆·菲尔兹，查理以前的老板
- 莉萨·埃德尔斯坦 饰 布鲁斯的妻子/克里斯平的母亲
- 马克·格里芬（Mark Griffin） 饰 史蒂夫
- 劳拉·凯特林格（Laura Kightlinger） 饰 谢拉

廉價把戲在“奶爸安親班”筹款活动上出现，演唱“Surrender”。

## 制作
影片于2002年8月1日在加利福尼亚州洛杉矶开拍，11月22日杀青。
电影海报于当年12月正式发布，标语为“D-Day is coming”。

## 发行

### 影评
在爛番茄上，《奶爸安親班》根据132篇评论获得了27%的好评率，平均评分为4.51/10。该网站的评价共识写道：“《奶爸安親班》完成了照看小孩子的任务。对年纪大一点的观众来说，可能会感到无聊。”在Metacritic上，影片根据31位评论家的评分，平均得分为39分（满分100分），表明“普遍不佳的评论”。观众投票的CinemaScore给出了A-的评分（A+到F等级）。
《綜藝》的托德·麦卡锡（Todd McCarthy）称其“与在幼儿园课堂上度过九十分钟几乎没有什么区别”，并称其为“一顿喜剧营养不良的垃圾食品点心”。

### 票房
尽管影评不佳，影片在票房上仍然获得了成功，全球票房超过1.6亿美元，制作成本为6000万美元。影片于2003年7月11日在英国上映，开画排名第三，仅次于《霹靂嬌娃2：全速進攻》和《王牌天神》。接下来的两个周末，影片的排名下降，最终于8月1日排名第十。

## 续集
在《奶爸安親班》上映后不久，曾有传闻称艾迪·墨菲会参演续集，不过他并未签约。续集《奶爸集中營》于2007年8月8日上映，由小库珀·古丁取代艾迪·墨菲出演查理·希顿，影片由索尼影业的三星公司发行。这部续集受到影评人猛烈抨击，烂番茄评分仅为1%，并获得了金酸莓獎“最差前传或续集”奖。另一部续集《老人之家》于2019年2月5日由环球影业家庭娱乐部门直接发行至家庭媒体。达文·麦克唐纳（Da'Vone McDonald）饰演查理·希顿，以配角身份出现。